# سيرهي باسوف
سيرهي باسوف (بالأوكرانية: Басов Сергій Германович)‏ هو لاعب كرة قدم أوكراني في مركز الدفاع، ولد في 19 يناير 1987 في أرتسيز في أوكرانيا. لعب مع نادي أوليكساندريا.

## وصلات خارجية
- سيرهي باسوف على موقع اتحاد أوكرانيا (الإنجليزية)
- سيرهي باسوف على موقع قاعدة بيانات كرة القدم.إي يو (الإنجليزية)
- سيرهي باسوف على موقع Soccerway.com (الإنجليزية)
- سيرهي باسوف على موقع عالم كرة القدم.نت (الإنجليزية)